# کوف‌اشتاین
شهر کوف‌اشتاین (به آلمانی: Kufstein) در استان تیرول با جمعیت ۱۶٬۴۵۷ نفر در کشور اتریش واقع شده‌است و بعد از اینسبروک، بزرگ‌ترین شهر استان تیرول است.
این شهر در نزدیکی مرز آلمان قرار دارد و یکی از گذرگاه‌های اصلی تیرول اتریش به بایرن در آلمان است.